# John Meredith Benoy
John Meredith Benoy, britanski general, * 1896, † 1977.